# Gulbrandsen Valley
Das Gulbrandsen Valley ist ein Tal auf Südgeorgien im Südatlantik. Es liegt westlich der Blechnum Peaks am Nordufer des Kopfendes der Cumberland West Bay.
Das UK Antarctic Place-Names Committee benannte ihn 2013 in Anlehnung an die Benennung des seit 2010 ausgetrockneten Gulbrandsen Lake. Dessen Namensgeber ist Gunnar Gulbrandsen, Tischler der Compañía Argentina de Pesca in Grytviken von 1927 bis 1930, Zimmerer in Stromness zwischen 1945 und 1946 sowie ab 1946 für einige Jahre in unterschiedlicher Funktion für die im Leith Harbor ansässige Walfangstation tätig.